# 1968 في النمسا
فيما يلي قوائم الأحداث التي وقعت خلال عام 1968 في النمسا.

## سياسة

### تعيين في المنصب
- 1 يناير – كورت فالدهايم وزير خارجية النمسا [الإنجليزية]‏.

## مواليد

### يناير
- 25 يناير – أولجا فلور كاتبة نمساوية.
- 31 يناير – ميشائيل دانغل ممثل نمساوي.

### مارس
- 22 مارس – أورسولا بروفانتير كاياكيرة نمساوية.

### يوليو
- 22 يوليو – أرنو جايجر
- 23 يوليو – كلاوس كلافنبوك متسابق دراجات نارية نمساوي.

### أغسطس
- 22 أغسطس – هورست سكوف لاعب كرة مضرب نمساوي.

### سبتمبر
- 10 سبتمبر – أندي هرتسوغ لاعب كرة قدم نمساوي.

### ديسمبر
- 14 ديسمبر – جيرالد غلاتزماير لاعب كرة قدم نمساوي.

## وفيات

### فبراير
- 1 فبراير – روبرت مولر (مواليد 1879)

### أكتوبر
- 27 أكتوبر – ليز مايتنر (مواليد 1878) فيزيائية نمساوية.